# Seraphinus Melcher
Seraphinus Melcher OFMCap, Ordensname Seraphinus von Ziegenhals, latinisiert: Seraphinus Capricollensis (* 16. August 1693 in Ziegenhals; † 24. Oktober 1763 in Mělník) war von 1754 bis 1761 der 42. Generalminister der Kapuziner.

## Leben
Seraphinus Melcher, Taufname Franciscus, trat am 3. Juni 1711 in Neisse/Nysa in den Orden der Minderen Brüder Kapuziner ein und legte am 3. Juni 1712 ebenda die Ordensgelübde ab. Am 18. September 1717 in Prag zum Priester geweiht, war er im Kloster in Brieg/Brzeg (1721–1722), dann Lektor für Philosophie in Breslau (1723–1724) und Theologie in Olmütz (1724–1730). Anschließend wurde er Guardian der Konvente in Neisse (1731–1733), Brünn (1733–1736), Olmütz (1736–1737) und in der Prager Burgstadt (1738–1739, 1745–1746, 1751–1752).
Ab 1734 fungierte er wiederholt als einer der Definitoren der Provinz, dem auch die Funktion eines Provinzhistorikers (1736–1740, 1743–1746, 1749–1752) anvertraut wurde, dessen Hauptaufgabe das Verfassen der Provinzchroniken war.
Von 1740 bis 1743, 1746 bis 1749 und 1752 bis 1754 bekleidete er das Amt des Provinzialministers der Böhmisch-Mährischen Kapuzinerprovinz. Am 31. Mai 1754 wurde er in Rom zum Generalminister des Ordens gewählt. Als solcher blieb er bis zur Wahl seines Nachfolgers Paul von Colindres am 8. Mai 1761 im Amt und kehrte dann in seine Provinz zurück, wo er als Visitator und Generalkommissar für die schlesische Kustodie tätig war. 1763 ist er Superior des Klosters Mariasorg bei Joachimstal. Er starb am 24. Oktober 1763 in Mělník.
Seraphin Franz Melcher von Ziegenhals, selbst Schlesier von Geburt, versuchte mit Gesuch vom 22. Juni 1754 von König Friedrich II. von Preußen, die Erlaubnis zur Niederlassung von fünf weiteren Kapuzinerkonventen in Schlesien zu erhalten, um auf die nach den Ordensstatuten erforderlichen zehn Konvente für eine eigene Ordensprovinz zu kommen. Das Gesuch wurde abschlägig entschieden; es blieb bei einer Kustodie, die aber nicht mehr dem böhmischen Provinzial unterstellt war. Erster Kustos dieser schlesischen Kustodie wurde P. Felizissimus aus Neurode.